# Transtorno somatoforme
Transtorno somatoforme é a classificação médica para doenças que persistem apesar dos transtornos físicos presentes não explicarem nem a natureza e extensão dos sintomas, nem o sofrimento e as preocupações do sujeito. Está associado à busca persistente de assistência médica e de familiares e amigos.

## Classificação

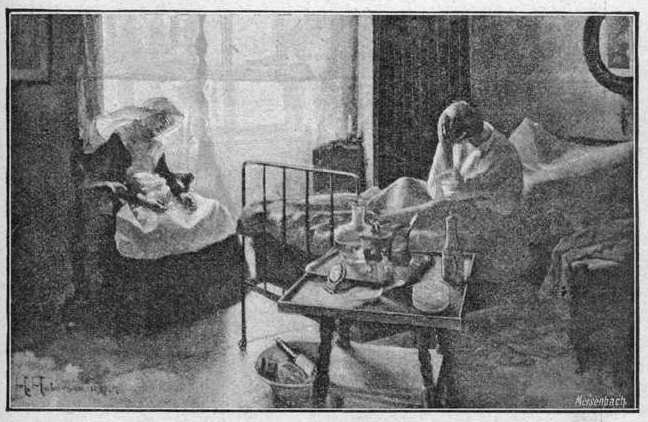
Esses transtornos costumam gerar grande custo com múltiplos exames, médicos diferentes e internações.

Os transtornos somatoformes podem ser divididos em:

### Transtorno de somatizaçãoouSíndrome de Briquet
Transtorno caracterizado essencialmente pela presença de sintomas físicos, múltiplos, recorrentes e variáveis no tempo, persistindo ao menos por dois anos. A maioria dos pacientes teve uma longa e complicada história de contato tanto com a assistência médica primária quanto especializada durante as quais muitas investigações negativas ou cirurgias exploratórias sem resultado podem ter sido realizadas. Os sintomas podem estar referidos a qualquer parte ou sistema do corpo. O curso da doença é crônico e flutuante, e freqüentemente se associa a uma alteração do comportamento social, interpessoal e familiar.

### Transtorno hipocondríaco

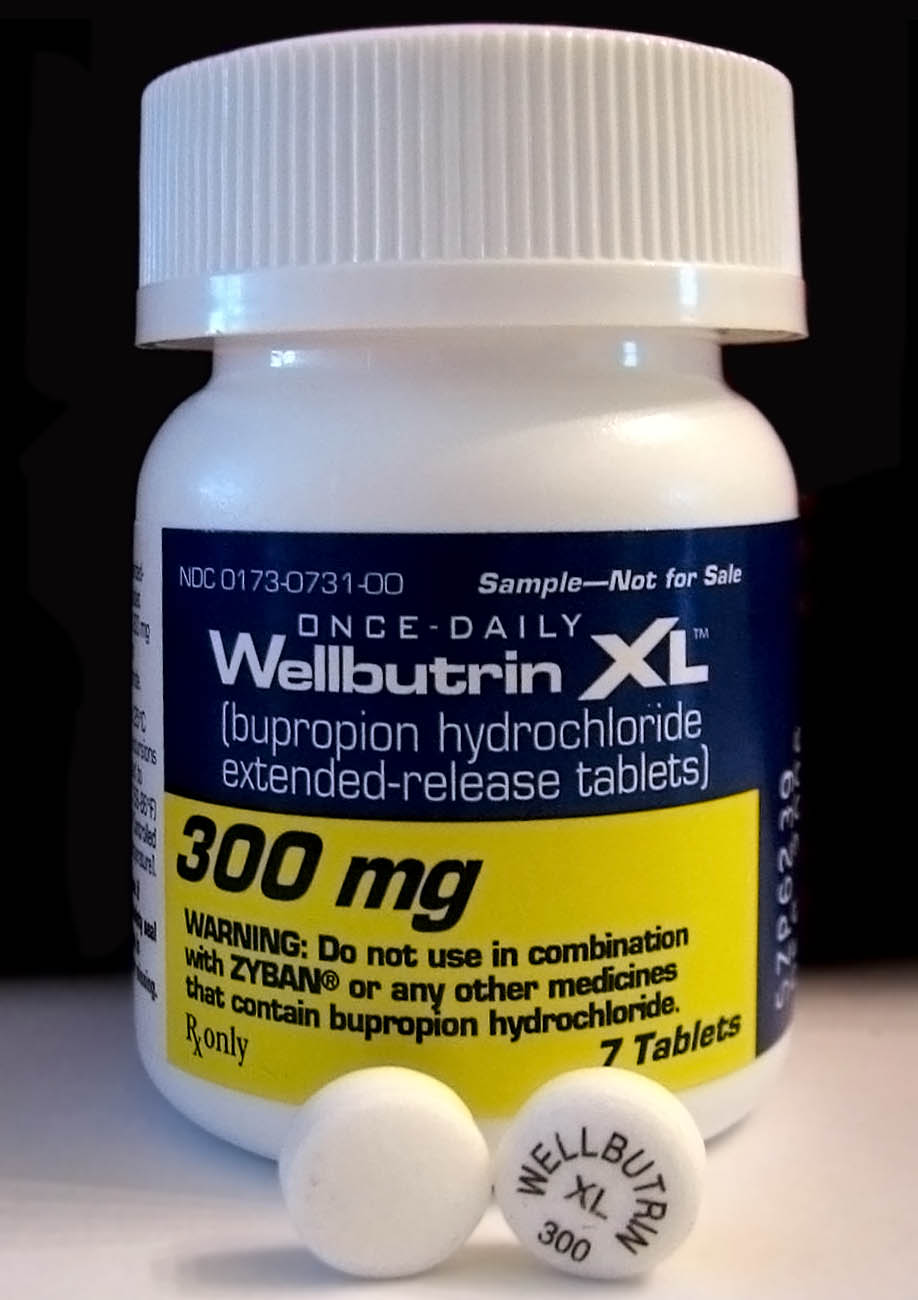
Remédios para depressão e ansiedade podem ajudar a reduzir os sintomas.

Preocupação persistente com a presença eventual de um ou de vários transtornos somáticos graves e progressivos. Os pacientes manifestam queixas somáticas persistentes ou uma preocupação duradoura com a sua aparência física. Sensações e sinais físicos normais ou triviais são freqüentemente interpretados pelo sujeito como anormais ou perturbadores. A atenção do sujeito se concentra em geral em um ou dois órgãos ou sistemas. Existem freqüentemente depressão e ansiedade importantes, e que podem justificar um diagnóstico suplementar.

### Transtorno neurovegetativo somatoforme
O paciente atribui seus sintomas a um transtorno somático de um sistema ou de órgão inervado e controlado, em grande parte ou inteiramente, pelo sistema neurovegetativo: sistema cardiovascular, gastrointestinal, respiratório e urogenital. Os sintomas são habitualmente de dois tipos, sendo que nenhum dos dois indica transtorno somático do órgão ou do sistema referido. O primeiro tipo consiste de queixas a respeito de um hiperfuncionamento neurovegetativo, por exemplo palpitações, transpiração, ondas de calor ou de frio, tremores, assim como por expressão de medo e perturbação com a possibilidade de uma doença física. O segundo tipo consiste de queixas subjetivas inespecíficas e variáveis, por exemplo dores e sofrimentos, e sensações de queimação, peso, aperto e inchaço ou distensão, atribuídos pelo paciente a um órgão ou sistema específico.

### Transtorno doloroso somatoforme persistente
Queixa predominante é uma dor persistente, intensa e angustiante, dor esta não explicável inteiramente por um processo fisiológico ou um transtorno físico, e ocorrendo num contexto de conflitos emocionais e de problemas psicossociais suficientemente importantes para permitir a conclusão de que os mesmos sejam a causa essencial do transtorno. O resultado é em geral uma maior atenção em suporte e assistência quer pessoal, quer médica. Uma dor considerada como psicogênica mas ocorrendo no curso de um transtorno depressivo ou de uma esquizofrenia não deve ser aqui classificada.

### Transtorno dismórfico corporal
Preocupação com um defeito imaginado na aparência. Se alguma anomalia física está presente, a preocupação da pessoa é claramente excessiva. Essa preocupação causa sofrimento clinicamente significativo ou prejuízo funcional (por exemplo causando dificuldade na socialização ou  problemas de saúde).

### Transtorno somatoforme indiferenciado
Múltiplas queixas de sintomas físicos (com causas psicológicas), que variam com o tempo e são persistentes, mas que não correspondem ao quadro clínico completo e típico de nenhum outro transtorno somatoforme.

## Causa

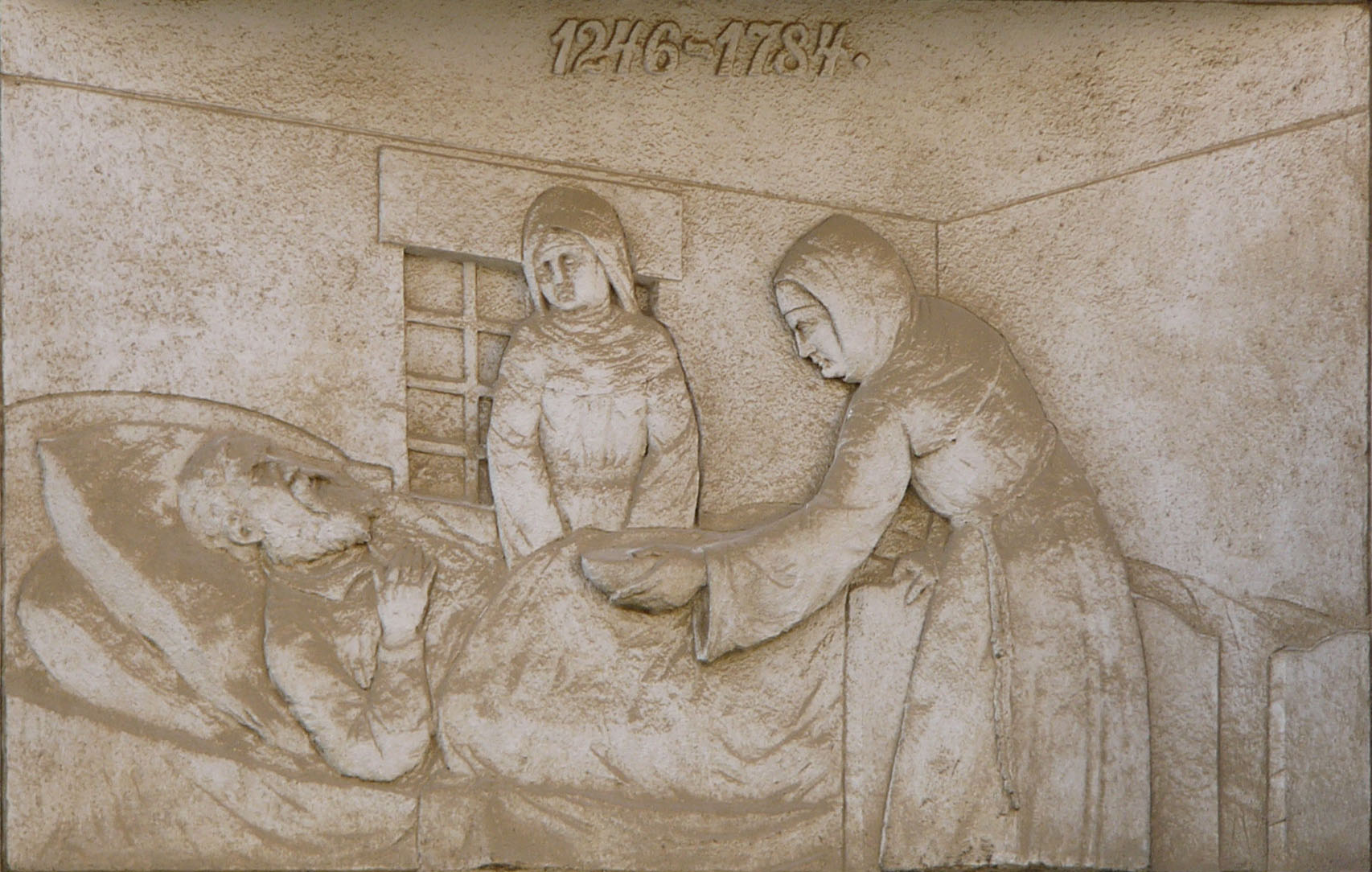
Estima-se que transtornos somatoformes sejam a principal causa das queixas médicas de 2% das mulheres e 0,2% dos homens em serviços de saúde.

Existem múltiplas causas a serem identificadas pelo psicólogo:
- Mecanismo de defesa subconsciente contra fonte de estresse;
- Intensificação dos sintomas por causas psicológicas;
- Pensamento catastrófico relacionado aos sintomas físicos (de forma similar ao transtorno do pânico;
- Benefícios recebidos graças a doença (como faltar a escola/trabalho, receber atenção e apoio de amigos, familiares e profissionais de saúde e evitar lidar com outros problemas).

## Diagnóstico

É comum que esteja associado a outro transtorno psiquiátrico, como depressão, transtorno de ansiedade generalizada ou transtorno de estresse pós-traumático.

O diagnóstico é feito por exclusão, ou seja, apenas quando todas as causas orgânicas prováveis são descartadas pode-se tentar o diagnóstico de um transtorno somatoforme. Os critérios segundo o DSM-IV são:
- História de muitas queixas físicas com início antes dos 30 anos, ocorrendo ao longo de vários anos, e resultando em busca de tratamento constante ou prejuízo significativo.

- Sintomas individuais ocorrendo em qualquer momento:
  - Quatro sintomas de dor (relacionadas a locais ou funções diferentes);
  - Dois sintomas gastrointestinais (além de dor);
  - Um sintoma sexual (além de dor);
  - Um sintoma "pseudoneurológico" (além de dor).

- Após investigação apropriada, cada um dos sintomas não pode ser completamente explicada por uma conhecida condição médica geral nem como efeitos diretos de uma substância OU;
- Quando há uma condição médica relacionada, as queixas físicas e prejuízos resultante são excessivos baseando-se no que seria esperado a partir da história, exame físico ou achados laboratoriais.

- Os sintomas não são intencionalmente produzidos ou simulados (caso sejam pode se tratar de transtorno factício ou simulação).

### Método diagnóstico alternativo
Como a maior parte dos transtornos somatoformes estão classificados como indiferenciados, uma alternativa para fazer esse diagnóstico resumindo a um único critério: "4 sintomas para homens ou 6 sintomas para mulheres, por mais de 2 anos, variando em intensidade nesse tempo, sem causa orgânica identificável apesar de persistente investigação por múltiplos profissionais". .

## Comorbidades
Costuma estar associado ao:
- Transtorno do pânico;
- Depressão maior;
- Transtorno bipolar;
- Transtorno de personalidade histriônica;
- Transtorno de personalidade limítrofe;
- Transtorno dissociativo;

## Tratamento
É importante compreender que os sintomas são reais e dolorosos. Assim como é comum que uma pessoa recebe péssimas notícias sinta falta de ar, dor de cabeça, tontura e náusea, não são necessários causas orgânicas para sofrer enorme mal estar. Quanto maior o impacto psicológico, mais grave são os sintomas. Porém, ao mesmo tempo que não se deve tratar com indiferença e desprezo, também não se deve submeter aos exageros do paciente, nem às tentativas de manipulação para evitar responsabilidades.
Esses transtornos são muito incômodos e desgastantes para os profissionais de saúde e podem causar grande prejuízo financeiro e desgaste emocional para a família do indivíduo. Para tratar transtornos somatoformes é recomendado que o paciente faça psicoterapia para encontrar e tratar a raiz de seus sintomas.